# Joël Lautier
Joël Lautier (ur. 12 kwietnia 1973 w Scarborough) – francuski szachista, trener i działacz szachowy, arcymistrz od 1990 roku.

## Życiorys
Urodził się w Kanadzie, gdzie mieszkał do dziewiątego roku życia. Od najmłodszych lat przejawiał niezwykły talent do szachów. Po przeprowadzce do Francji wstąpił do paryskiego klubu szachowego Caissa. W 1985. zdobył tytuł mistrza świata dzieci do 12 lat. Był to pierwszy oficjalny tytuł mistrza świata w szachach, zdobyty przez Francuza. Trzy lata później w Adelaide sięgnął po tytuł mistrza świata juniorów do lat 20, wyprzedzając Wasyla Iwanczuka i Borysa Gelfanda. Miał wówczas piętnaście lat i był najmłodszym szachistą, który zdobył ten tytuł. W 1990 Międzynarodowa Federacja Szachowa przyznała mu tytuł arcymistrza.
Z powodzeniem występował w turniejach międzynarodowych. Zwyciężył w turniejach w Lyonie (1990), Polanicy-Zdroju (1991) i Pampelunie (1993). W 1994 otrzymał zaproszenie do elitarnego turnieju w Linares. Zajął w nim, wspólnie z Władimirem Kramnikiem, wysokie V miejsce i był sprawcą dużej niespodzianki, wygrywając czarnymi z Garrim Kasparowem. W późniejszych turniejowych potyczkach pomiędzy tymi szachistami Lautier przegrał tylko jedną partię i jest jednym z nielicznych szachistów, którzy mogą poszczycić się dodatnim bilansem partii z Kasparowem (+2 -1 =7). W kolejnych latach zwyciężył w turniejach w Amsterdamie (1995, memoriał Maxa Euwego, przed Kasparowem), Ubedzie (1997), Malmö (1998, turniej Sigeman & Co, wraz z Igorem Miladinoviciem), Enghien-les-Bains (1999) i Mondariz (2000). W 2003 wspólnie z Piotrem Swidlerem zajął pierwsze miejsce na turnieju w miejscowości Pojkowskij.
Od 1990 Lautier uczestniczył w rozgrywkach o mistrzostwo świata. Debiut w turnieju międzystrefowym w Manili (1990) nie był udany (29. miejsce), jednak już w Biel (1993) Lautier znalazł się w doborowej dziesiątce zawodników, którzy awansowali do meczów pretendentów. W meczu ćwierćfinałowym przegrał z Janem Timmanem 3½ – 4½. W mistrzostwach świata FIDE rozgrywanych systemem pucharowym dwukrotnie (Groningen, 1997 i Las Vegas, 1999) awansował do III rundy i dwukrotnie przegrał mecze z Borysem Gelfandem 2 - 4 (po dogrywkach). W 2000 w Nowym Delhi odpadł w I rundzie. Największy sukces odniósł w 2001 w Moskwie, gdzie awansował do czołowej ósemki, eliminując, m.in., byłego mistrza świata FIDE, Aleksandra Chalifmana. W V rundzie przegrał jednak z Wasylem Iwanczukiem. Pięciokrotnie zdobył medale indywidualnych mistrzostw Francji: dwa złote (2004, 2005) i dwa srebrne (2002, 2003) oraz brązowy (1987).
W latach 1990–2004 sześciokrotnie reprezentował Francję na olimpiadach szachowych. W 1992 na olimpiadzie w Manili zdobył indywidualnie brązowy medal na I szachownicy. Pięć razy uczestniczył w drużynowych mistrzostwach Europy. W 2001 roku w Göteborgu był najlepszym zawodnikiem turnieju, a reprezentacja Francji zdobyła srebrne medale. W 2005. w León jego drużyna zajęła III miejsce.
Najwyższy ranking w karierze osiągnął 1 stycznia 2002 r., z wynikiem 2687 punktów zajmował wówczas 19. miejsce na światowej liście FIDE, jednocześnie zajmując 1. miejsce wśród francuskich szachistów.
W ostatnich latach, pozostając szachistą czołówki światowej, Lautier zaangażował się w działalność w strukturach organizacji szachowych. Był jednym z założycieli Stowarzyszenia Szachowych Zawodowców (ACP), którego prezydentem był do roku 2006. Jest również wiceprezydentem Francuskiej Federacji Szachowej.